# Claudine Auger
Claudine Auger, nascuda com a Claudine Oger, (París, 26 d'abril de 1941 - París, 18 de desembre de 2019) va ser una actriu francesa que va tenir una extensa carrera en el cinema i en sèries italianes, espanyoles i estatunidenques. És coneguda, entre d'altres, per ser una "noia Bond" en el film de 1965, Operació Tro.

## Biografia
Auger va néixer a París, França, i va anar a la Universitat Sta. Joana d'Arc i més tard al Teatre Conservatori també a París, on va interpretar papers dramàtics. Va fer el seu debut en el cinema quan encara estava a l'escola.
Va obtenir el títol de Miss França 1958 quan només tenia 15 anys, i també va ser la primera finalista en el concurs Miss Món en aquell mateix any.
Jean Cocteau li va donar el seu primer paper sense acreditar com una ballarina en The Testament of Orpheus, el 1960. Pierre Gaspard-Huity la va dirigir en diverses pel·lícules, incloent-hi La Masque de Fer de 1962 i The Vengeance of Kali de 1963.
Quan estava de vacances a Nassau, el guionista i productor Kevin McClory, que també estava allà, la va veure i la va recomanar per a una audició per a la pel·lícula Operació Tro de 1965. El paper de "Domino" originàriament era per a una actriu italiana: Dominetta Petacchi. Auger va impressionar els productors tant que van tornar a escriure el guió. Tot i que va fer classes per perfeccionar el seu anglès, la seva veu va ser doblada per Nikki van der Zyl exclusivament per a aquesta pel·lícula. Immediatament, gràcies a la popularitat d'aquest personatge, Claudine va posar seminua per a la revista Playboy i va ser convidada en un especial de televisió nord-americà protagonitzat per Danny Thomas i Bob Hope.
El 1971, va protagonitzar al costat d'altres dues noies Bond, Barbara Bach i Barbara Bouchet, Black Belly of the Tarantula. També aquell any va actuar en el film de terror italià La badia de la sang. Va tenir alguns papers en pel·lícules europees com Triple joc (1966) i The Killing Game (1967).

## Vida privada
Quan tenia 18 anys, es va casar amb l'escriptor i director Pierre Gaspard-Huit, de 41 anys.
Després del divorci amb el seu primer marit, es va casar el 1980 amb l'empresari britànic Peter Brent, i hi convisqué diverses dècades fins a la seva defunció, a l'agost de 2008.
Era una gran amiga de la model i actriu Slemp Morgane.

## Filmografia

### Cinema[4]
- 1958: Christine de Pierre Gaspard-Huit
- 1960: El testament d'Orfeu (Le Testament d'Orphée) de Jean Cocteau
- 1960: Terrain vague de Marcel Carnet
- 1961: Les Moutons de Panurge de Jean Girault
- 1961: Les Sept Péchés capitaux d'Edouard Molinaro
- 1962: A l'estil francès (À la française) per Robert Parrish
- 1962: L'home de la màscara de ferro (1962) d'Henri Decoin
- 1963: Kali Yug, la dea della vendetta de Mario Camerini
- 1963: Il mistero del tempio indiano de Mario Camerini
- 1965: Yoyo de Pierre Etaix: Isolina
- 1965: Operació Tro de Terence Young: Domino
- 1966: Triple joc (Triple Cross - La Fantastique Histoire Vraie d'Eddie Chapman) de Terence Young: Paulette
- 1966: El diable enamorat d'Ettore Scola: Magdalena de Mèdici
- 1967: Il padre di famiglia de Nanni Loy: Adriana
- 1967: Jeu de massacre d'Alain Jessua: Jacqueline Meyrand
- 1968: Flammes sud l'Adriatique d'Alexandre Astruc: Mirjana
- 1969: I Bastardi de Duccio Tessari: Barbara
- 1971: Un peu de soleil dans l'eau froide de Jacques Deray: Nathalie Silvener
- 1971: Badia de sang de Mario Bava: Renata Donati
- 1972 :Un verano para matar (Ricatto alla mala, de Antonio Isasi-Isasmendi)
- 1975: Història d'un policia (Flic Story) de Jacques Deray: Catherine
- 1975: L'intrépide de Jean Girault: Sophie
- 1977: Pane, burro e marmellata: Betty
- 1978: Una papallona a l'espatlla (Un papillon sur l'épaule) de Jacques Deray: la dona de la gavardina
- 1978: El triangle diabòlic de les Bermudes: Sybil
- 1979: L'associé de René Bougainville: Agnes Pardot
- 1979: Fantàstica per Gilles Carle: Johanna MacPherson
- 1981: Aragosta a colazione: Carla Rebaudengo Spinosi
- 1982: Els secrets de la princesse de Cadignan de Jacques Deray: la princesa Cadignan
- 1989: Se Frullo del passero de Gianfranco Mingozzi: vídua de Dino
- 1993: Salt on Our Skin d'Andrew Birkin: la mare de George
- 1995: Un orage immobile: Artemise d'Aubec
- 1997: Le rouge et le noir: la senyora de Fervaques

### Televisió
- 1974: Les Oiseaux de Meiji Jingu d'André Michel
- 1983: Credo de Jacques Rouffio
- 1994: The Memoirs of Sherlock Holmes - The Three Gables, de Peter Hammond
- 1998: Le Rouge et le Noir de Jean-Daniel Verhaeghe

## Nominacions
El 1966 va ser nominada per al premi Golden Laurel per a la millor revelació femenina.